# Мадм (река)
Мадм (тадж. Мадм; в верховье Зеризаранг) — река протекающая по территории Айнинского района Согдийской области Таджикистана. Левый приток реки Зеравшан впадающий в него в 660 км от устья. Берёт начало на северных склонах Зеравшанского хребта. В среднем течении перед одноимённым посёлком река разбивается на рукава, затем за посёлком вновь сливается в единое русло.
Длина — 18 км. Площадь водосбора — 66,8 км². Количество рек протяжённостью менее 10 км расположенных в бассейне Мадм — 2, их общая длина составляет 4 км.